# イーゴリ・ラティシェフ
イーゴリ・アレクサンドロヴィチ・ラティシェフ（ロシア語: Игорь Александрович Латышев、英語: Igor' Aleksandrovich Latyshev、 1925年5月9日 - 2006年10月6日）は、おもにソビエト連邦時代に活躍したロシアのジャーナリスト、日本研究家。

## 経歴
1925年、スモレンスク生まれ。父・アレクサンドル・ペトロヴィチ・ラティシェフはロシア帝国の退役将校であった。1930年にドニエプル川付近の家を引き払い、一家はモスクワに移る。モスクワ東洋学院に入学し、極東学部日本学科で学び、1949年に卒業。1952年6月に博士論文『太平洋戦争前夜の日本における軍事-ファシスト体制の確立』(″Установление военно-фашистского режима в Японии накануне войны на Тихом океане″)を提出して学位を取得。その後同年よりソビエト科学アカデミー東洋学研究所に勤務。
元ソビエト連邦共産党機関紙プラウダ東京支局長。2006年10月6日、心臓発作のためモスクワの病院で死去。81歳。